# Zlobice (rozhledna)
Rozhledna Zlobice se nachází v lesích mezi Kuřimí a Malhostovicemi v okrese Brno-venkov v Jihomoravském kraji.
Před rokem 2003, kdy okolní pozemky převzala obec Malhostovice, zde býval vojenský prostor. 12,5 metrů vysoká betonová věž sloužila pro pozorování výcviku vojska. Po převodu na obec padlo rozhodnutí přebudovat pozorovatelnu na rozhlednu. Projekt na přestavbu, kterou financovala i EU, vytvořil Oldřich Výleta. Celková částka rekonstrukce dosáhla 900 000 Kč. Na vrchol věže byly umístěny telekomunikační antény a areál byl pronajat firmě, která prostor používá pro pastvu ovcí a koz. Slavnostní otevření rozhledny pro veřejnost proběhlo 15. srpna 2009.